# Lai Yumeng
Lai Yumeng (chino: 赖雨濛), es una actriz china.

## Biografía
Estudió en la Universidad Capital Mayor (en inglés: "Capital Normal University") de donde se graduó en danza.

## Carrera
El 29 de abril del 2017 apareció por primera vez como invitada en el popular programa de variedades Happy Camp junto a Jing Boran, Chen Bolin, Gulnazar, Yang Youning, Jiang Shuying y Song Zu'er.
El 26 de noviembre del 2018 se unió al elenco principal de la serie The King of Blaze donde interpretó a Hua Cheng, la Diosa del Agua, una sabia y querida mujer quien luego de morir durante la guerra contra el clan Wing reencarna en la dinastía Tang como la pícara Princesa Li Ying, hasta el final de la serie el 18 de diciembre del mismo año. 
El 19 de diciembre del mismo año se unió al elenco principal de la segunda temporada de la serie titulada The King of Blaze 2, la cual transcurre durante la edad moderna y donde dio vida a la superestrella Wei Yongqian, así como la novia del científico Lei Hao (Zhang Yijie), hasta el final de la serie el 22 de enero del 2019.
El 24 de julio del 2019 se unió al elenco de la serie The King's Avatar donde interpretó a Su Mucheng, una joven atractiva y jugadora profesional de "Glory", así como la mejor amiga y compañera de Ye Xiu (Yang Yang), hasta el final de la serie el 30 de agosto del mismo año.
El 23 de septiembre del mismo año se unió al elenco principal de la segunda temporada de la serie Pretty Man 2 donde dio vida a la famosa Qiao Anhao, la esposa del artista Lu Jinnian (Xiong Ziqi), hasta el final de la serie el 14 de octubre del mismo año. Durante la primera temporada el papel de Anhao fue interpretado por la actriz Li Xirui.
El 30 de marzo del 2020 se unió al elenco principal de la serie As Long as You Love Me donde interpretó a Zhou Xiaomeng, hasta el final de la serie el 9 de junio del mismo año.
El 3 de noviembre del mismo año se unió al elenco principal de la serie Bright Sword 3: The Lightning General (también conocida como "Drawing Sword 3") donde dio vida a Han Yan.

## Filmografía

### Series de televisión
| Año         | Título                                     | Personaje                    | Notas        |
| ----------- | ------------------------------------------ | ---------------------------- | ------------ |
| TBA         | The Delicious Food and Live                | Tang Sheng                   |              |
| 2020        | Bright Sword 3: The Lightning General      | Han Yan                      | 9 episodios  |
| 2020        | As Long as You Love Me                     | Zhou Xiaomeng                | 46 episodios |
| 2019        | Pretty Man 2 (国民老公2)                   | Qiao Anhao                   | 26 episodios |
| 2019        | The King's Avatar                          | Su Mucheng                   | 40 episodios |
| 2018 - 2019 | The King of Blaze 2                        | Hua Cheng / Wei Yongqian     | 33 episodios |
| 2018        | The King of Blaze                          | Hua Cheng / Princesa Li Ying | 26 episodios |
| 2016 - 2017 | The Legend of Flying Daggers               | Zi Tenghua                   |              |
| 2016        | Legend of the Concubinage 3 (纳妾记第三季) | 柳若冰                       |              |
| 2016        | Legend of the Concubinage 2 (纳妾记第二季) | 柳若冰                       |              |
| 2016        | Go! Goal! Fighting!                        | He Xinyan                    |              |
| 2016        | 野百合                                     | 洪九妹                       |              |
| 2016        | 十二少年漂流记                             | -                            |              |

### Películas
| Año  | Título           | Personaje | Notas                           |
| ---- | ---------------- | --------- | ------------------------------- |
| 2019 | Gong Xian (巩仙) | 琅苓      | junto a Aaron Yan y Jia Zhengyu |

### Programas de variedades
| Año        | Programa                                        | Notas                  |
| ---------- | ----------------------------------------------- | ---------------------- |
| 2019       | Super Nova Games: Season 2 (超新星全运会第二季) |                        |
| 2017, 2018 | Happy Camp (快乐大本营)                         | 2 episodios - invitada |
| 2017       | Divas Hit the Road Season 3 (花儿与少年第三季)  | 12 episodios - miembro |

### Revistas / sesiones fotográficas
| Año  | Título             | Notas |
| ---- | ------------------ | ----- |
| 2019 | Cosmopolitan China |       |

### Eventos
| Año  | Título | Notas |
| ---- | --- | ----- |
| 2020 | 2019 Weibo Awards Ceremony                                                                                     |       |
| 2019 | Tencent Video All Star Awards 2019                                                                             |       |
| 2019 | 10th China Film Association Outstanding Screenplay Awards’ First Chinese Screenwriting Mentoring Program Night |       |

## Discografía

### Singles
| Año  | Canción                                   | Álbum                 | Notas                                                                            |
| ---- | ----------------------------------------- | --------------------- | -------------------------------------------------------------------------------- |
| 2019 | Only Want To Be With You (只想跟你在一起) | OST de "Pretty Man 2" | junto a Xiong Ziqi                                                               |
| 2018 | 打Call青春                                | -                     | junto a 谢彬彬, Zhang Xincheng, 赵子麒, Zhao Yingzi, 圈9, Jiarong Huang y 金雯昕 |